# Pedro Antônio de Miranda
Pedro Antônio de Miranda (Porto Alegre, 14 de novembro de 1843 — 1900) foi um escritor, jornalista, advogado, educador e intelectual brasileiro.
Formou-se professor na Escola Normal de Porto Alegre, atuando como professor primário em Santa Maria e São Borja. Em Santa Maria foi secretário da Câmara de Vereadores, criador da Sociedade Literária, e idealizador e o primeiro diretor da Biblioteca Independência. Em Itaqui fundou uma escola. Lutou na Guerra do Paraguai, foi ainda advogado provisionado em Porto Alegre e Uruguaiana, tabelião em Pelotas e Itaqui, e jornalista em Porto Alegre e Pelotas.
Chamado na imprensa da época de "mavioso poeta" e "um dos mais antigos e esforçados trabalhadores das boas letras rio-grandenses", foi membro fundador em 1868 do Parthenon Litterario, a principal instituição cultural do estado do Rio Grande do Sul no século XIX. Colaborou na revista do Parthenon com o pseudônimo O Roseteiro, no Correio Mercantil, e foi um dos fundadores e colaborador da revista O Guayba. Nesta mantinha a coluna "Revista", que fazia uma resenha em tom cômico dos fatos da semana, usando o pseudônimo O Freguês.
Sua obra escrita compreende crítica literária, crônicas, poemas, quadras humorísticas e artigos para almanaques. Sua obra poética tem perfil romântico e em geral uma temática regionalista, destacando-se o livro Epístolas Campeiras, mas também trabalhou outros temas. Como cronista e poeta humorista foi um crítico de costumes.  Também deixou uma Synopse grammatical para uso dos seus alunos. Em 1968 a Câmara Municipal de Porto Alegre, comemorando o centenário de fundação do Parthenon, aprovou a criação de um monumento público com a inscrição dos nomes dos fundadores.